# تيم والتون (لاعب كرة قاعدة)
تيم والتون (بالإنجليزية: Tim Walton)‏ هو مدرب رياضي أمريكي، ولد في 6 أغسطس 1972 في سيرريتوس في الولايات المتحدة.